# Stellatoma
Stellatoma is een geslacht van weekdieren uit de klasse van de Gastropoda (slakken).

## Soorten
- Stellatoma mellissi (E. A. Smith, 1890)
- Stellatoma rufostrigata (Schepman, 1913)
- Stellatoma stellata (Stearns, 1872)